# ルチャリブレ日本
ルチャリブレ日本（ルチャリブレにほん）は、2000年に日本人プロレスラーの磁雷矢、SHINOBI、SHIIBA、飛影が中心に結成したルチャドールユニット。

## 参加条件
参加条件と全員の共通点として「日本でデビューすることなく何の当てもなくメキシコに渡り、デビューした日本人ルチャドールである」ということを挙げている。

## 活動
日本にルチャリブレを広げるために結成して主にプロレスリング華☆激を中心に活動していたが、現在は表立った活動は行っていない。

## メンバー
- 磁雷矢（旧：吉田晋一郎）
- SHINOBI（旧：山本輝章）
- SHIIBA（旧：椎葉亮司、現：筑前りょう太）
- 飛影（旧：渡辺伸治、現：ビリーケン・キッド）
- MASAMUNE（旧：坂下充、現：政宗）
- 雷神
- orochi
- YUQUI CHAVO LEE